# تئودورا الکاسندروا
تئودورا الکاسندروا  (به انگلیسی: Teodora Alexandrova) ژیمناست زادهٔ ۲۴ سپتامبر ۱۹۸۱ میلادی اهل کشور بلغارستان است.